# Ghergheleu
Ghergheleu – wieś w Rumunii, w okręgu Vaslui, w gminie Codăești. W 2011 roku liczyła 454 mieszkańców.